# Покатоличавање Срба у Независној Држави Хрватској
Покатоличавање Срба на подручју Независне Државе Хрватске за време Другог светског рата (1941—1945) било је саставни део антисрпске политике усташког режима и антиправославне политике Хрватске католичке цркве.
Покатоличавање је било осмишљено и спровођено у склопу усташке стратегије решавања српског питања у Хрватској, по којој је једну трећину Срба требало побити, другу трећину протерати, а преосталу трећину насилно покатоличити и похрватити. По том основу, покатоличавање је представљало саставни део геноцидне политике усташког режима према српском народу. У оквиру Хрватске католичке цркве, усташку политику су активно подржавали хрватски клерофашисти, чија се идеологија заснивала на мржњи према Српској православној цркви, коју је на подручју НДХ требало уништити, уз употребу свих средстава.
У склопу такве политике, покатоличавање је спровођено путем принудних и насилних метода, уз претње одмаздом и физичким затирањем српских православних породица и читавих насеља. У таквим околностима, усташе су успеле да већ током 1941. године покатоличе део свештенства и народа. Ради што бржег похрваћивања, усташки режим је почетком 1942. године створио такозвану Хрватску православну цркву, која је требало да послужи као додатно средство за спровођење асимилације.
Принудно покатоличавање православних Срба, односно њихово присилно превођење из православља у католицизам, спровођено је систематски, уз употребу свих средстава и уз учешће државних и војних власти НДХ, као и знатног дела католичког клера. У томе се посебно истакао клерофашиста Јанко Шимрак, гркокатолички крижевачки бискуп, који је почевши од 1941. године, заједно са загребачким надбискупом Алојзијем Степинцем учествовао у раду посебног одбора за спровођење покатоличавања.

## Хапшење православних свештеника и њихових породица
Половином 1941. године отпочело је масовно хапшење православног мирског и монашког свештенства. Најпре су, негде у лето, а према наређењу усташког логора у Шиду, похапшени сви православни свештеници у шидском срезу, па су затим са породицама упућени прво у логор Цапраг а одатле после три недеље пребачени у Србију. Исто тако су похапшени и протерани и свештеници из вуковарског и винковачког среза. Као што је и присилно исељавање Срба, тако је и прогон православног свештенства спадао у надлежност „Равнатељства за понову” у Загребу.
Један део свештенства је још првих дана окупације, предосећајући да му прети опасност, побегао у Србију. Мањи број је побијен, тако да је практично свештенство било нестало из Срема. У исто време са прогоном свештенства донесено је више законских одредаба и других правних аката којима је све институције српске православне Епархије и Митрополије у Сремским Карловцима и правно и стварно одузела и покретну имовину опљачкала, а непокретну предала хрватским и немачким војним организацијама. Тако је 25. августа „Равнатељство за понову” издало одлуку којом проглашава да је имовина српске православне Епархије и Митрополије у Сремским Карловцима постала својина НДХ. Деветнаестог септембра 1941. Павелић је издао законску одредбу о преузимању свих поменутих институција у власништво НДХ. У овој законској одредби се прецизира да је целокупна имовина Карловачке гимназијске закладе, Српског народно-црквеног клерикалног школског фонда и других установа и завода имовина НДХ и да се ставља на располагање усташкој младежи, усташким бојнама итд. Познати добротворни интернат гимназије у Карловцима звани „Стефанеум”, у којем су сиромашни ђаци добијали бесплатну храну, усташе су претвориле у касарну 16. усташке бојне.
У току септембра 1941. у Срему је боравила комисија Државног музеја из Загреба, која је обишла све фрушкогорске манастире, пописала, издвојила и однела из њих све уметничке и историјске вредности. Ту на првом месту спадају разни скупоцени и ретки предмети који имају уметничку и историјску вредност, а таквих је у манастирима било много, затим велике и богате манастирске библиотеке итд.

## Рушење и претварање православних цркава у римокатоличке
Јула 1941, када је било завршено хапшење српских православних свештеника, а нарочито после постављања комесара у фрушкогорске православне манастире, окупаторска власт НДХ је покушала да српске православне манастире и цркве претвори у католичке и да на место похапшених и протераних православних свештеника постави католичке.
Као што су покушали да српске православне манастире претворе у католичке, тако су и мирске српске православне цркве покушали да претворе у католичке. То се види из дописа Бискупског ординаријата из Ђакова бр. 842 од 14. фебруара 1942, у којем се каже да су мисионари послати у она села вуковарског среза у којима не постоји католичка црква, са задатком, да сваки у свом месту, а у споразуму са надлежним властима, жупским уредом и житељима места који су најавили прелазак у католичку веру, приступе преуређењу српске православне цркве у римокатоличку цркву. У том смислу извршено је адаптирање православне цркве у Вуковару. Према једном другом извештају Бискупског ординаријата из Ђакова бр. 2733 од 8. јуна 1942, који је упућен државној комисији Хрватског државног музеја у Загребу, каже се да су православне цркве у Лазама, Маркушици, Трпињи, Борову, Боботи, Пачетину и Бршадину претворене у католичке.
У склопу бројних злочина вршених у Срему на плану уништења српског народа улази и рушење српских православних цркава.
- Цркву у Притоци срез Бихаћ усташе су запалили, али како није потпуно изгорела, минирали су је и срушили.

## Насилно покатоличавање Срба
Пошто су извршили деколонизацију бивших колониста, развластили добровољце, уништили и стварно и правно организацију Српске православне цркве, а управу над манастирским економијама узели у своје руке, укинули многа српска национална обележја, забранили ћирилицу, употребу српског имена и српских амблема и других ознака, протерали или побили православно свештенство и многе личности које су се раније истакле у јавном животу оцењено је да је дошао повољан моменат да се изврши још један шири талас злочина над српским народом и да га натерају да пређе у католичку веру. Како се из докумената види, то је отпочело, углавном, у касну јесен новембра-децембра 1941. и трајало до фебруара 1942. године.
Од априла до октобра 1942. спроведено је масовно интернирање покатоличених Срба с подручја Славоније, Кордуна и Баније у логоре Јасеновац и Стара Градишка, где је већина интернираних Срба побијена. Управо интернирање и физичко уништење у логорима мирног српског становништва које је недуго пре интернације прихватило римокатоличку вероисповест, а претходно исказивало лојалност властима, представља кључни доказ геноцидне намере НДХ.
Оружане снаге НДХ су од априла до октобра 1942. спровеле читав низ препада у српским селима у славонској Посавини, источном делу Баније, у западној и средњој Славонији те у источној Билогори, у намери да похватају што већи број локалних становника, без обзира на узраст и пол, како би похватане Србе интернирали у логоре.
Старосна и полна структура жртава такође указују на намеру власти да уништењу у логорима буду подвргнути сви Срби. У истом раздобљу интернирано је и преостало српско становништво у градским насељима Баније и Славоније (Глина, Петриња, Пакрац, Дарувар, Нова Градишка), које је такође било мирно и лојално. У истом раздобљу на подручјима која су била захваћена устанком (Кордун, Поткозарје, итд.), у оквиру војних операција против покрета отпора, оружане снаге НДХ и оружане снаге Нацистичке Немачке ухватиле су велик број Срба у збеговима на овој територији. Похватани Срби су такође интернирани у логоре Јасеновац и Стара Градишка, где је већина нашла смрт.
Осим масовних ликвидација у логорима, српско становништво је било изложено и физичком уништењу у местима која су била мета напада оружаних снага НДХ, тј. у местима пребивања или у збеговима, што је било карактеристично за целокупно раздобље постојања НДХ, у свим деловима НДХ у којима је живело српско становништво.
Највећи број злочина у најмасовнијој кампањи државног насиља НДХ (с краја јула и у првој половини августа 1941, у време подизања устанка у деловима Лике и Босне) почињен је у селима у којима није било организованог отпора над женама, децом и старцима. Та конкретна кампања злочина је спроведена на читавој територији НДХ између река Купе и Дрине односно између Саве и Неретве.
Најпре су позвани још неотпуштени чиновници Срби да се покатоличе. Речено им је да у државној служби могу остати само они који се покатоличе. Неки од њих у немоћи и очајању попустили су да би очували голи живот. С тим у вези Предстојништво котарске области Земун донело је одлуку којом се наређује свим потчињеним органима власти да позову све службенике грчко-источне вере да у року од месец дана доставе потврду црквених власти да су примљени у католичку, односно гркокатоличку, муслиманску или евангелистичку веру и да су уписани у матичне књиге тих вера. Ко није хтео да то учини, отпуштен је из службе.
«Градско поглаварство» у Вуковару издало је 30. децембра 1941. проглас којим је позвало све пензионере и пензионерке српске-православне вере да се од 2. до 8. јануара пријаве «Градском поглаварству», соба бр. 4 и да са собом понесу решења којима им је додељена пензија. У прогласу се наводи да се то тражи ради очевидности. Међутим, приликом пријављивања саопштено им је да им се документи одузимају и да ће бити лишени права на пензију због тога што су Срби.
Да би показала колику пажњу придаје покатоличавању, усташка влада је организовала при Министарству посебан одсек, а у жупама посебне реферате који су имали задатак да воде политику покатоличавања.
Добивши оваква упутства и овлашћења, НДХ власти на терену отпочеле су са спровођењем у живот овог насиља. «Градско поглаварство» у Вуковару најпре је издало наредбу о ревизији обртника. У наредби је речено да сви обртници имају да поднесу своје обртнице «Градском поглаварству». Када су их они предали, речено им је да их могу добити натраг само када донесу потврду од црквених власти да су прешли на католичку веру. У српским селима западног Срема ишло се дотле да се од бербера Срба одузимао алат са обећањем да ће им бити враћен када пређу у католичку веру; сељацима је забрањено да излазе у поље на рад, да носе пшеницу у млин, обустављено им је давање шећера, соли, шибица, петролеума итд. У појединим селима Србима је забрањивано да празнују своје црквене празнике ако они падају у дане када нису и католички празници. У неким селима начелници и бележници општина ишли су кроз поља и хапсили и тукли сељаке Србе, који су се затекли на раду у пољу.
Такав терор са циљем насилног покатоличавања примењиван је и у Сремским Карловцима. У неким селима добошар је позивао домаћине да дођу у општину, цркву, кафану или школу ради покатоличавања уз претњу да ће они који се не одазову бити кажњени, а у другим су усташе ишле од куће до куће и терале људе у општину на састанак. Позиве и формуларе који су уз њих били предвиђени за оне који су изјавили да ће прећи на католичку веру уручивали су обично општински бележници, негде општински начелници или полицајци, а негде учитељи. У исто време и католичка црква, односно њена надлежна организациона јединица, ђаковачка бискупија, послала је на терен свештенике да као мисионари помогну органима окупаторске НДХ власти у вршењу притиска над српским народом да пређе у католичку веру. И високи државни функционери ангажовали су се у овом злочину. Живан Кувеждић, министар пољопривреде у влади НДХ, одржао је јануара 1942. говор на конференцији у селу Баноштру у којем је, поред осталог, запретио сељанима да их чекају црни дани уколико се не покатоличе.
- Жупски уред у Воћину, срез Подравска Слатина 16. марта 1941. године послао је „преузвишеном” надбискупу др Алојзу Степинцу телеграм да му драговољно покатоличени Срби „на дан славе воћинске општине од седам села пригодом повратка у римокатоличку цркву шаљу поздрав као врховном надпастиру уз изразе синовске љубави”. Телеграм су потписали мисионар фра Петар Берковић и начелник Чурчиновић.

## Отпор народа покатоличавању и репресалије
Када све то није дало жељене резултате, усташка власт је приступила тежим принудним мерама и злочинима. Тако су у Нештину усташе ноћу упадале у куће појединих људи, дизале их из кревета и тукле пушкама и батинама тражећи од њих да се покатоличе. Неки од ових људи су се после жалили на зверства усташа великом жупану Јакобу Еликеру после чега су похапшени и батинани, а један од њих је под батинама умро у самом затвору.
У Черевићу је вршен драматичан притисак над Србима. Усташки таборник Марко Цорић, у зиму 1941. и почетком 1942. године, уз помоћ усташа и домаћих Немаца ухапсио је око стотину Срба, затворио их у зграду жандармеријске станице и стан православног свештеника и захтевао од њих да пређу у католичку веру. Када нико није хтео да то учини, он их је тукао од чега су два лица умрла, а остале је пустио кући. Крајем децембра 1941. у малом селу Ђипши позвани су у општину сви сељаци који су имали 10 јутара земље, где им је један усташа одржао говор позивајући их да се покатоличе. Пошто су они то одбили, говорник им је запретио да ће их иселити у логор или побити. Међутим, ипак се нико није покатоличио. Л. Јовановић, у грађи за хронику Вишњићева, пише да су усташе силом дотерале у школу и општину 105 људи са намером да их натерају да се покатоличе. Других 100 дотерали су у кафану. Практично, били су покупљени сви домаћини. Усташки таборник Сенц и учитељ Церовачки говорили су им како су Срби били прво Хрвати, па су касније прешли у српско-православну веру и да због тога сада треба поново да се врате католичкој вери. Пошто то нико од присутних није одобравао, они су запретили да ће онима који се не покатоличе бити одузета имовина, а они протерани у Србију или логор. Под таквом претњом и притиском већина је пристала да пређе у католичку веру. Сутрадан требало је да се изврши и верски обред покатоличавања. Учитељ Церовачки је одмах телеграмом тражио да из Загреба дође католички свештеник који ће то извршити.
Велика борба против покатоличавања вођена је и у Ривици. И ту је, слично као у Вишњићеву, бивши сеоски учитељ Славко Бакулић био главни организатор овог злочина. Пошто и поред свих претњи о одузимању земље и протеривању у Србију или логор нико није хтео да се покатоличи, Бакулић је измислио посебан облик притиска. Сви они који нису хтели да се покатоличе, као и њихови синови, морали су ноћу по великој зими да по неколико часова без смене стражаре око села. Неки су, да би заштитили своје синове, изјавили да ће се покатоличити.

## Темпо и интензитет терора и злочина
Из свега што је о покатоличавању напред речено може се констатовати следеће: Темпо и интензитет терора и злочина није био једнак у целом Срему. У западним и северозападним деловима Срема: винковачком, вуковарском, илочком срезу и у неким местима сремскокарловачког и сремско-митровачког среза терор је био највећи, док је у централном делу сремско-митровачког и северним деловима румског среза био знатно слабији. У јужном делу румског среза, целом старопазовачком и земунском срезу или га уопште није било, или је био у знатно блажој форми. Домаћим Немцима није било у интересу да српско становништво у Срему пређе у римокатоличку веру. Зато у оним местима у којима су домаћи Немци имали власт није ни вођена већа кампања око покатоличавања.
У злочинима и терору у вези са покатоличавањем учествовали су поред усташа и највећи део римокатоличког клера на челу са надбискупом ђаковачке бискупије Акшамовићем.
Покатоличавање је само привидно имало верско обележје. У конкретним сремским условима оно је у ствари било национални и политички проблем. Национални због тога што се покатоличавањем желело да изврши денационализација српског народа, а политички због тога што се кроз ову акцију вршила политичка диференцијација.